# 本多忠寛 (神戸藩主)
本多 忠寛（ほんだ ただひろ）は、伊勢神戸藩の第6代藩主。神戸藩本多家7代。諱は忠廉（ただかど）とも記される。

## 生涯
文政10年（1827年）1月20日、第5代藩主本多忠升の次男として神戸で生まれる。天保11年（1840年）7月28日、将軍徳川家慶に拝謁する。同年9月20日、父の隠居にともない家督を継ぐ。天保12年12月16日、従五位下伊予守に叙任する。江戸幕府の天保の改革における上知令で領地の差し替えを命じられそうになるが、老中の水野忠邦が失脚したために取り消しとなった。
弘化元年（1844年）、一橋門番や日光祭祀奉行を、弘化4年（1847年）には大坂加番代を、嘉永2年（1849年）には竹橋門番を務めた。安政4年（1857年）4月26日、家督を養子の忠貫に譲って隠居する。明治18年（1885年）12月20日に死去した。享年59。

## 系譜
父母
- 本多忠升

子女
- 本多康直（次男）
- 牧野貞亮（九男）
- 稲垣長敬正室

養子、養女
- 本多忠穆 ー 溝口直諒の六男
- 本多忠貫 ー 戸沢正令の次男
- 本多忠貫正室 ー 実妹